# العلاقات البريطانية الباربادوسية
العلاقات البريطانية الباربادوسية هي العلاقات الثنائية التي تجمع بين المملكة المتحدة وباربادوس.

## مقارنة بين البلدين
هذه مقارنة عامة ومرجعية للدولتين:
| وجه المقارنة                                              | المملكة المتحدة                 | باربادوس       |
| --------------------------------------------------------- | ------------------------------- | -------------- |
| المساحة (كم2)                                             | 242.50 ألف                      | 439            |
| عدد السكان (نسمة)                                         | 66.02 مليون                     | 285.72 ألف     |
| الكثافة السكانية (ن./كم²)                                 | 272.25                          | 65.08 ألف      |
| العاصمة                                                   | لندن                            | بريدج تاون     |
| اللغة الرسمية                                             | لغة إنجليزية، اللغة الويلزية    | لغة إنجليزية   |
| العملة                                                    | جنيه إسترليني                   | دولار بربادوسي |
| الناتج المحلي الإجمالي (بليون دولار)                      | 2.62 تريليون                    | 4.80 مليار     |
| الناتج المحلي الإجمالي (تعادل القوة الشرائية) بليون دولار | 2.72 تريليون                    | 4.66 مليار     |
| الناتج المحلي الإجمالي الاسمي للفرد دولار أمريكي          | 43.88 ألف                       | 15.43 ألف      |
| الناتج المحلي الإجمالي للفرد دولار أمريكي                 | 40.23 ألف                       | 16.06 ألف      |
| مؤشر التنمية البشرية                                      | 0.907                           | 0.795          |
| رمز المكالمات الدولي                                      | +44                             | +1246          |
| رمز الإنترنت                                              | .uk، .gb                        | .bb            |
| المنطقة الزمنية                                           | توقيت غرينيتش، توقيت غرب أوروبا | 00             |

## مدن متوأمة
في ما يلي قائمة باتفاقيات التوأمة بين مدن بريطانية وباربادوسية:
- ترتبط حي هكني في لندن مع بريدج تاون باتفاقية توأمة.

## منظمات دولية مشتركة
يشترك البلدان في عضوية مجموعة من المنظمات الدولية، منها:
| علم المنظمة | اسم المنظمة                               | تاريخ انضمام المملكة المتحدة | تاريخ انضمام باربادوس |
| ----------- | ----------------------------------------- | ---------------------------- | --------------------- |
|             | مؤسسة التنمية الدولية                     | 24 سبتمبر 1960               | 29 سبتمبر 1999        |
|             | يونسكو                                    | 4 نوفمبر 1946                | 24 أكتوبر 1968        |
|             | وكالة ضمان الاستثمار متعدد الأطراف        | 12 أبريل 1988                | 12 أبريل 1988         |
|             | الأمم المتحدة                             | 24 أكتوبر 1945               | 9 ديسمبر 1966         |
|             | دول الكومنولث                             | 11 ديسمبر 1931               | ?                     |
|             | الاتحاد البريدي العالمي                   | ?                            | ?                     |
|             | البنك الدولي للإنشاء والتعمير             | 27 ديسمبر 1945               | 12 سبتمبر 1974        |
|             | بنك التنمية الكاريبي ‏                     | ?                            | ?                     |
|             | الاتحاد الدولي للاتصالات                  | 24 فبراير 1871               | 16 أغسطس 1967         |
|             | منظمة حظر الأسلحة الكيميائية              | ?                            | ?                     |
|             | مؤسسة التمويل الدولية                     | 20 يوليو 1956                | 25 يونيو 1980         |
|             | المركز الدولي لتسوية المنازعات الاستشارية | 18 يناير 1967                | 1 ديسمبر 1983         |
|             | منظمة التجارة العالمية                    | 1995                         | ?                     |
|             | منظمة الشرطة الجنائية الدولية             | ?                            | ?                     |

## وصلات خارجية
- موقع وزارة الخارجية البريطانية
- موقع وزارة الخارجية الباربادوسية